# Neocunaxoides zuluensis
Neocunaxoides zuluensis är en spindeldjursart som beskrevs av Den Heyer 1980. Neocunaxoides zuluensis ingår i släktet Neocunaxoides och familjen Cunaxidae. Inga underarter finns listade i Catalogue of Life.